# Stefan Szyszkowitz
Stefan Szyszkowitz (* 21. Oktober 1964) ist ein österreichischer Manager. Er ist Vorstandsdirektor und seit Oktober 2017 Vorstandssprecher des ATX-Unternehmens EVN.

## Werdegang
Szyszkowitz studierte Rechtswissenschaften sowie Business Administration und schloss ersteres Studium 1990 mit dem Grad Magister sowie letzteres 2004 mit dem Grad MBA ab. Während seines Studiums war er von 1987 bis 1989 als Mitglied der AktionsGemeinschaft Bundesvorsitzender der Österreichischen Hochschülerinnen- und Hochschülerschaft.
1993 trat Szyszkowitz in die EVN ein. Er nahm im Unternehmen die Positionen des Kommunikationschefs sowie ab 2005 jene des Vorstands der EVN Bulgaria ein und war im Rahmen dieser in Sofia stationiert. 2011 wurde Szyszkowitz in den Vorstand der EVN berufen. Seine Zuständigkeiten umfassen die Bereiche Energie, Customer Relations, Compliance, Kommunikation und Marketing, Generalsekretariat, Personalwesen, Recht und Public Affairs. Im Oktober 2017 wurde er vom Aufsichtsrat der EVN zum Vorstandssprecher bestellt, im Februar 2025 wurde seine Bestellung erneuert.
Neben seiner Funktion als Vorstandssprecher der EVN ist er Mitglied des Verwaltungsrats der Lobbyingorganisation Eurogas sowie Aufsichtsratsmitglied der Verbund AG, der Burgenland Energie AG und der Wiener Börse AG. Er ist des Weiteren Aufsichtsratsvorsitzender der RAG Austria sowie Kurationsmitglied des Institute of Science and Technology Austria.

## Persönliches
Szyszkowitz’ Eltern sind die Literaturübersetzerin Uta Szyszkowitz sowie der Schriftsteller und Regisseur Gerald Szyszkowitz. Seine Schwester Tessa Szyszkowitz ist als Journalistin tätig.